# 瘋劫
《瘋劫》是1979年上映的一部香港時裝懸疑驚悚電影，是許鞍華首次執導的電影，由陳韻文編劇，張艾嘉、趙雅芝、徐少強等主演。本片是香港新浪潮電影初期代表作品之一，取材自1970年發生的龍虎山雙屍案。2005年，本片獲香港電影金像獎協會票選為「最佳華語片一百部」之一。2011年，本片獲香港電影資料館推選為「百部不可不看的香港電影」之一。:67
坊間流傳的VHS版本質素欠佳，電影場景又多以夜景為主，所以很多畫面基本都是漆黑一片，觀感不佳。2017年，香港電影資料館從《瘋劫》出品人胡樹儒的後人手中，獲得質素較佳的90分鐘拷貝（過往有的是85分鐘版本），於是重新將電影數碼修復，由於底片片頭與片尾部份及聲片均已散佚，所以從Betacam SP影像片段代替，聲音則抽取自VHS。《瘋劫》修復版在香港文化中心世界首映，修復版長90分鐘，畫質和聲音都經過修復和調整，比曾多次放映過的85分鐘版本更接近原版。2019年1月，香港電影資料館推出修復版藍光光碟，藍光碟套裝除收錄了修復版電影和介紹修復過程的短片外，還附送64頁小冊子，論述《瘋劫》在香港電影史上的重要價值，以及電影修復工作對保存文化遺產的重大意義，是康樂及文化事務署與香港電影資料館出版及發行的首張修復珍藏藍光光碟。

## 故事大綱
一對男女屍體在龍虎山被發現，男死者被証實是年青醫生阮仕卓（萬梓良飾），而女死者面容模糊，警方相信是阮之未婚妻李紈（趙雅芝飾），疑兇是住在案發現場附近的一個瘋漢阿傻（徐少強飾）。李紈死訊傳出後，其在西環的故居剩下祖母獨居，附近頻頻鬧鬼。身為李的鄰居兼朋友的女護士連正明（張艾嘉飾）經常去探望李的祖母，她漸漸懷疑女屍的身份，私下進行調查，發現一名與阮有染的澳門女子梅小姬（李海淑飾）亦告失蹤。連又發現梅患有肺病，及李的驗孕報告，而女屍生前沒有懷孕卻患有肺病。後連到案發現場致祭，詐死的李現身，原來當日李與梅相約談判，阮趕至維護李，梅一怒之下殺害阮，李情急下亦錯手殺死梅，並將梅毀容及調換兩人衣物以圖掩飾。李欲殺連滅口，但潛伏於一角的瘋漢阿傻突然殺出，襲擊她們。最後阿傻母親到來，從已遭勒斃的李屍身上，剖腹取走嬰兒。

## 演員表
| 演員   | 角色   | 備註                                                             |
| ------ | ------ | ---------------------------------------------------------------- |
| 張艾嘉 | 連正明 | 女護士，李紈的鄰居，李紈和阮仕卓的朋友，私下調查她們的雙屍命案。 |
| 趙雅芝 | 李紈   | 阮仕卓未婚妻，被警方認為是雙屍案女死者。                         |
| 徐少強 | 癲佬   | 阿傻，雙屍案疑兇，住在案發現場附近的瘋漢。                       |
| 李海淑 | 梅小姬 | 澳門風塵女子，患有肺病，李紈的情敵。                             |
| 萬梓良 | 阮仕卓 | 雙屍案男死者，醫生，李紈的未婚夫。                               |
| 黎灼灼 | 祖母   | 李紈的祖母，與其相依為命。                                       |
| 盧國雄 | 周東城 | 驗屍官助手，連正明的朋友。                                       |
| 曾江   | 雜差   |                                                                  |
| 林子祥 | 連同事 | 連正明的同事                                                     |
| 吳桐   | 叔公   |                                                                  |
| 葉萍   | 叔婆   |                                                                  |
| 黎少芳 | 張大媽 |                                                                  |
| 林偉圖 | 連兄   | 連正明的兄長                                                     |
| 鄭麗芳 | 連嫂   | 連正明的兄嫂                                                     |
| 羅浩楷 | 軍裝警 |                                                                  |
| 梁淑卿 | 癲佬母 | 阿傻的母親。本片為其遺作。                                       |
| 曾楚霖 | 看更   |                                                                  |
| 林德祿 | 李同學 | 李紈的同學                                                       |
| 林靜   | 阮母   | 阮仕卓的母親                                                     |
| 王萊   | 媽媽生 |                                                                  |

## 獎項及提名
| 年份 | 頒獎典禮     | 獎項               | 名單   | 結果 |
| ---- | ------------ | ------------------ | ------ | ---- |
| 1980 | 第17屆金馬獎 | 優等劇情片（之一） |        | 獲獎 |
| 1980 | 第17屆金馬獎 | 最佳劇情片導演     | 許鞍華 | 提名 |
| 1980 | 第17屆金馬獎 | 最佳劇情片原著劇本 | 陳韻文 | 提名 |
| 1980 | 第17屆金馬獎 | 最佳劇情片攝影     | 鍾志文 | 獲獎 |
| 1980 | 第17屆金馬獎 | 最佳劇情片剪輯     | 余燦峰 | 獲獎 |

## 資料來源
1. 1 2  . 第十三屆香港國際電影節特刊. 香港: 市政局. 1989: 90.
2. 1 2  香港電影評論學會 (编). . . 香港: 三聯. 2018: 347. ISBN 9789620444197.
3. ↑  . 香港政府新聞公報. 2003-07-30  [2022-03-20]. （原始内容存档于2022-03-20）.
4. 1 2 3 4 5 6 7 8 9 10 11 12 13  郭靜寧 (编).  初版. 香港: 香港電影資料館. 2014: 289–290. ISBN 978-962-8050-69-7.
5. ↑  . www.hkfilmdirectors.com. 香港電影導演會.   [2022-04-14]. （原始内容存档于2022-04-14）.
6. 1 2 3 4 5 6  石琪; 李焯桃. . 蒲鋒; 李照興  (编).  增訂版. 香港: 香港電影評論學會. 2015: 214–215. ISBN 962-8271-58-X.
7. 1 2 3 4 5 6 7 8 9 10 11 12 13 14 15 16 17 18 19 20 21  研究及編輯組 (编). . . 香港: 香港電影資料館. 2019: 58.
8. ↑  何思穎. 研究及編輯組 , 编. . 有點瘋，但絕不劫 (香港: 香港電影資料館). 2019: 15–22.
9. 1 2  馮家明. 研究及編輯組 , 编. . 《瘋劫》本色登場 (香港: 香港電影資料館). 2019: 33–38.
10. ↑  . 香港電影金像獎協會.   [2010-07-21]. （原始内容存档于2021-03-09）.
11. ↑   (PDF). 香港電影資料館.   [2022-03-06]. （原始内容 (PDF)存档于2012-01-18）.
12. ↑  梁舒婷. . 大公報.   [2022-04-15]. （原始内容存档于2022-04-24）.
13. ↑  . 香港電影資料館.   [2022-04-15]. （原始内容存档于2022-04-24）.
14. 1 2 3 4  研究及編輯組 (编). . . 香港: 香港電影資料館. 2019: 57.

## 外部連結
- 香港影庫上《瘋劫》的資料（繁體中文）
- 互联网电影数据库（IMDb）上《瘋劫》的资料（英文）
- 豆瓣电影上《瘋劫》的資料 （简体中文）